# Chinchasuyu

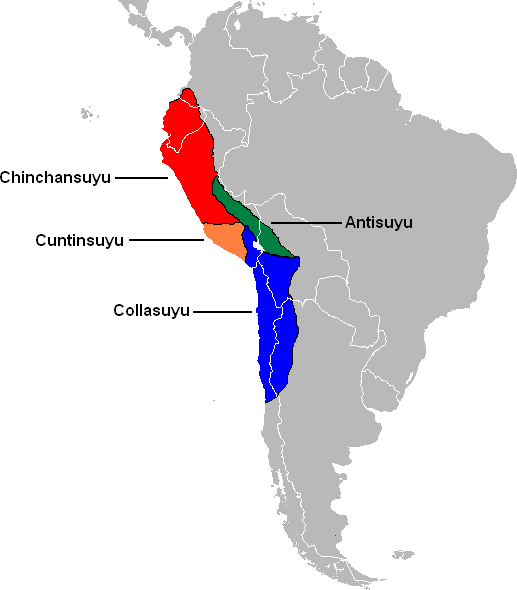
Chinchasuyu

Chinchasuyu was het noordwestelijke deel van het Incarijk of Tawantisuyu, zoals ze hun eigen rijk noemden. Het was een van de vier gewesten waarvan de stad Cuzco het middelpunt vormde. De naam verwijst naar de Chanca's een concurrerend rijk uit Apurímac dat de Inca's in gevaar bracht.